# 王霽 (天順進士)
王霽（1436年—1496年），字景明，直隸松江府上海縣人，明朝政治人物。進士出身。

## 生平
天順三年（1459年）己卯科應天府鄉試第十四名。天順四年（1460年）庚辰科會試第一百三十七名，殿試登進士第三甲第九十名。七年四月授南京刑部主事，升署员外郎、郎中，成化十年（1474年）任黄州府知府，十八年二月以善政，旌賜诰敕，十一月升广西布政司右参政，二十三年二月升江西按察使，弘治元年（1488年）十一月升太仆寺卿，上言馬政十事，三年九月升都察院左佥都御史、巡抚山东，六年九月入为大理寺卿，九年九月卒。

## 家族
曾祖父王道亨。祖父王以誠。父亲王顯忠。母楊氏。慈侍下。兄雲。弟霦。娶曹氏，封恭人。有子王泰、王臨。